# Рамон Лопес де Фрейтас
Рамо́н Ло́пес де Фре́йтас (порт.-браз. Ramon Lopez de Freitas; 7 августа 1989, Белу-Оризонти, Минас-Жерайс, Бразилия) — бразильский футболист, полузащитник.

## Биография
Выступал за молодёжные клубы — «Флуминенсе» и «Крузейро».
Зимой 2009 года перешёл в луцкую «Волынь». В Первой лиге Украины дебютировал 30 марта 2009 года в выездном матче против бурштынского «Энергетика» (0:0), Рамон начал матч в основе, но уже на 35 минуте был заменён на Василия Жука. В сезоне 2009/10 «Волынь» стала серебряным призёром Первой лиги и смогла выйти в Премьер-лигу. Также в этом сезоне «Волынь» дошла до полуфинала Кубка Украины, где уступила симферопольской «Таврии». Рамон по ходу турнира сыграл 4 матча и забил 2 гола. В Премьер-лиге дебютировал 10 июля 2010 года в домашнем матче против полтавской «Ворсклы» (0:4), Рамон вышел в перерыве вместо Олега Женюха. Летом 2013 года перешёл в болгарский «Левски». Сыграв за болгарскую команду всего лишь 5 матчей в августе 2013 года разорвал контракт с «Левски». В августе вернулся в луцкую «Волынь». Сыграл за сезон в «Волыне» 13 матчей, в которых забил 1 гол.
В конце июня 2014 года перешёл в японский клуб «Вегалта Сэндай».

## Достижения
- Серебряный призёр Первой лиги Украины: 2009/10